# کروتون

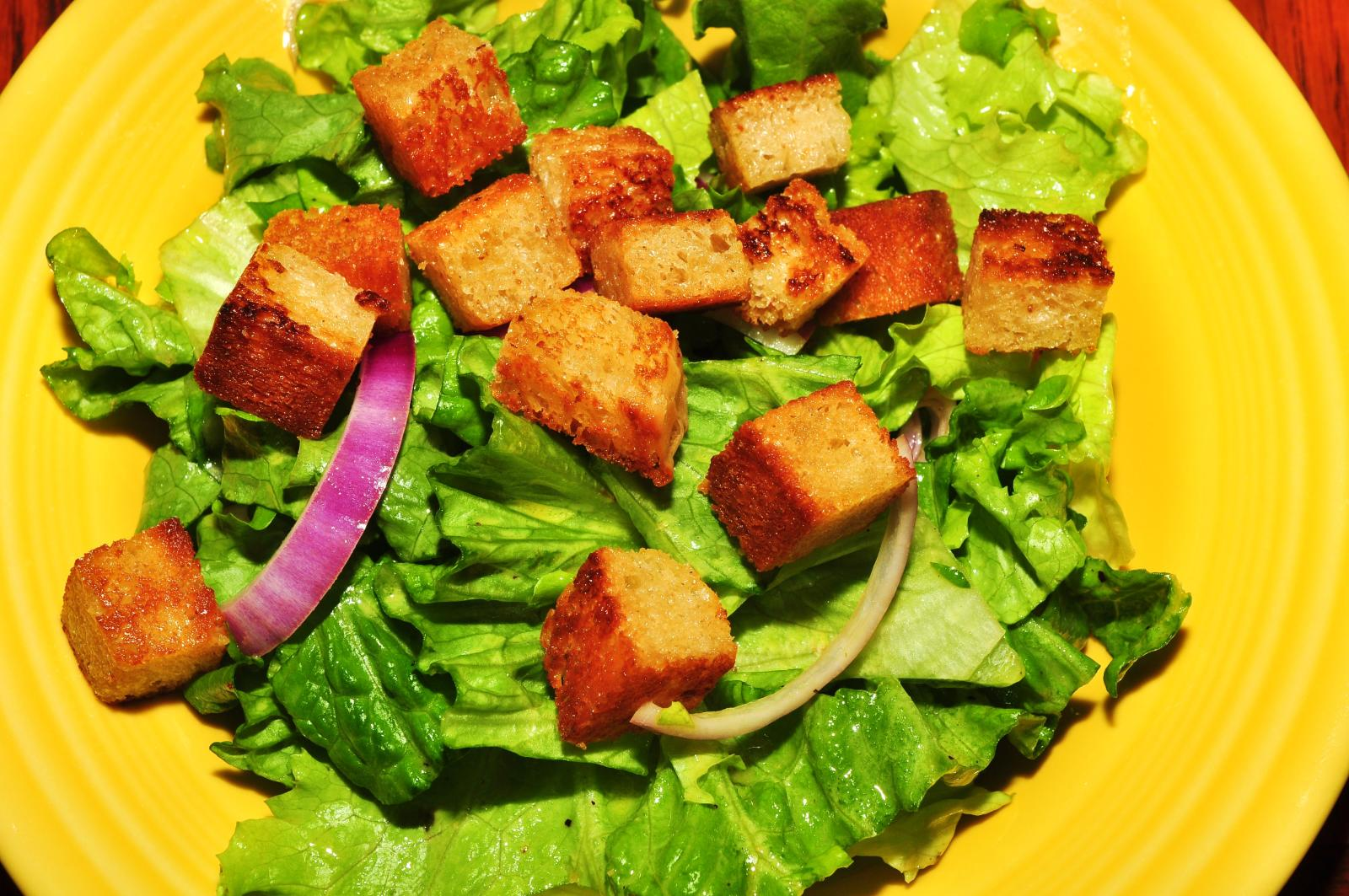
کروتون روی سالاد.

کروتون ‎/ˈkruːtɒn/‎ یک تکه نان دوباره پخته شده‌است که اغلب مکعبی و چاشنی شده‌است. کروتون برای افزودن بافت و طعم به سالادها به ویژه سالاد سزار به عنوان همراه با سوپ و خورش، یا به عنوان غذای میان‌وعده مصرف می‌شود.

## علم اشتقاق لغات

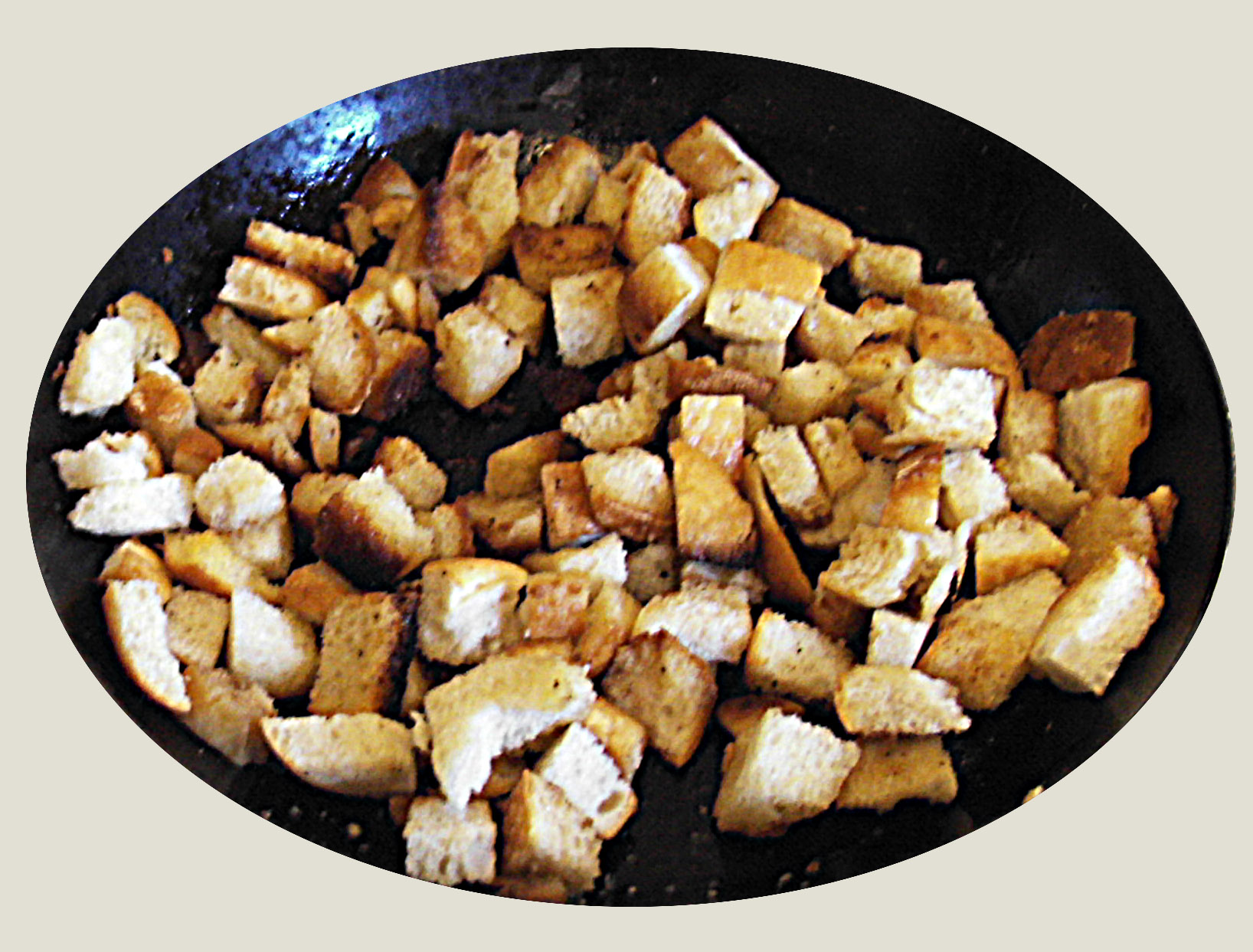
کروتون در یک کاسه.

کلمه کروتون از واژه فرانسوی croûton گرفته شده‌است، که خود مخفف croûte به معنای «پوسته» است. کروتون‌ها اغلب به شکل مکعب‌های کوچک دیده می‌شوند، اما می‌توانند از هر اندازه و شکلی تا یک برش بسیار بزرگ باشند. بسیاری از مردم اکنون از کروتون برای کروت استفاده می‌کنند، بنابراین کاربرد آن تغییر کرده‌است. با این حال، از نظر تاریخی، کروت تکه‌ای از باگت بود که به آرامی با روغن یا کره تمیز شده و پخته می‌شد. در توصیف انگلیسی آشپزی فرانسوی، کروته نه تنها یک اسم است، بلکه دارای یک فرم فعل است که فرایند پخت و پز را که نان را به پوسته تبدیل می‌کند، توصیف می‌کند.

## آماده‌سازی
تهیه کروتون نسبتاً ساده است. معمولاً مکعب‌های نان کمی با روغن یا کره (که ممکن است برای تنوع چاشنی یا طعم‌دار شوند) پوشانده می‌شوند و سپس پخته می‌شوند. کروتون‌ها را می‌توان به صورت چوبی نیز برش داد. برخی از آماده‌سازی‌های تجاری از ماشین آلات برای پاشیدن چاشنی‌های مختلف روی آنها استفاده می‌کنند. از طرف دیگر، ممکن است آنها را به آرامی در کره یا روغن نباتی سرخ کنید تا ترد و قهوه ای شوند تا طعم کره ای و بافتی ترد به آنها بدهد. برخی از کروتون‌ها با افزودن پنیر تهیه می‌شوند.
تقریباً از هر نوع نان - در نان یا از قبل برش داده شده، با پوسته یا بدون پوسته - ممکن است برای تهیه کروتون استفاده شود. معمولاً به جای نان تازه از نان خشک یا بیات یا نان مانده استفاده می‌شود. پس از آماده شدن، کروتون‌ها به مراتب بیشتر از نان آماده نشده تازه می‌مانند.

## لیست مواد تشکیل دهنده احتمالی
- نان
- سیر
- کره یا روغن (مثلاً روغن زیتون یا روغن کلزا)
- پنیر پارمزان
- گیاهان
- ادویه جات ترشی جات (آسیب شده یا کامل)[۳]

## خوراک شناسی
یک غذای آماده به سبک گرنوبلیز (به شیوه گرونوبل) دارای تزئینی از کروتون‌های کوچک همراه با نویزت، کبر، جعفری و لیمو است.

نان خشک و مکعبی معمولاً در کیسه‌های بزرگ در آمریکای شمالی برای تهیه چاشنی یا سس جشن شکرگزاری فروخته می‌شود. با این حال، اینها به‌طور کلی با کروتون‌های سالاد متفاوت هستند، به جای نان خشک شده به جای کره یا روغن و با چاشنی‌های دیگر.

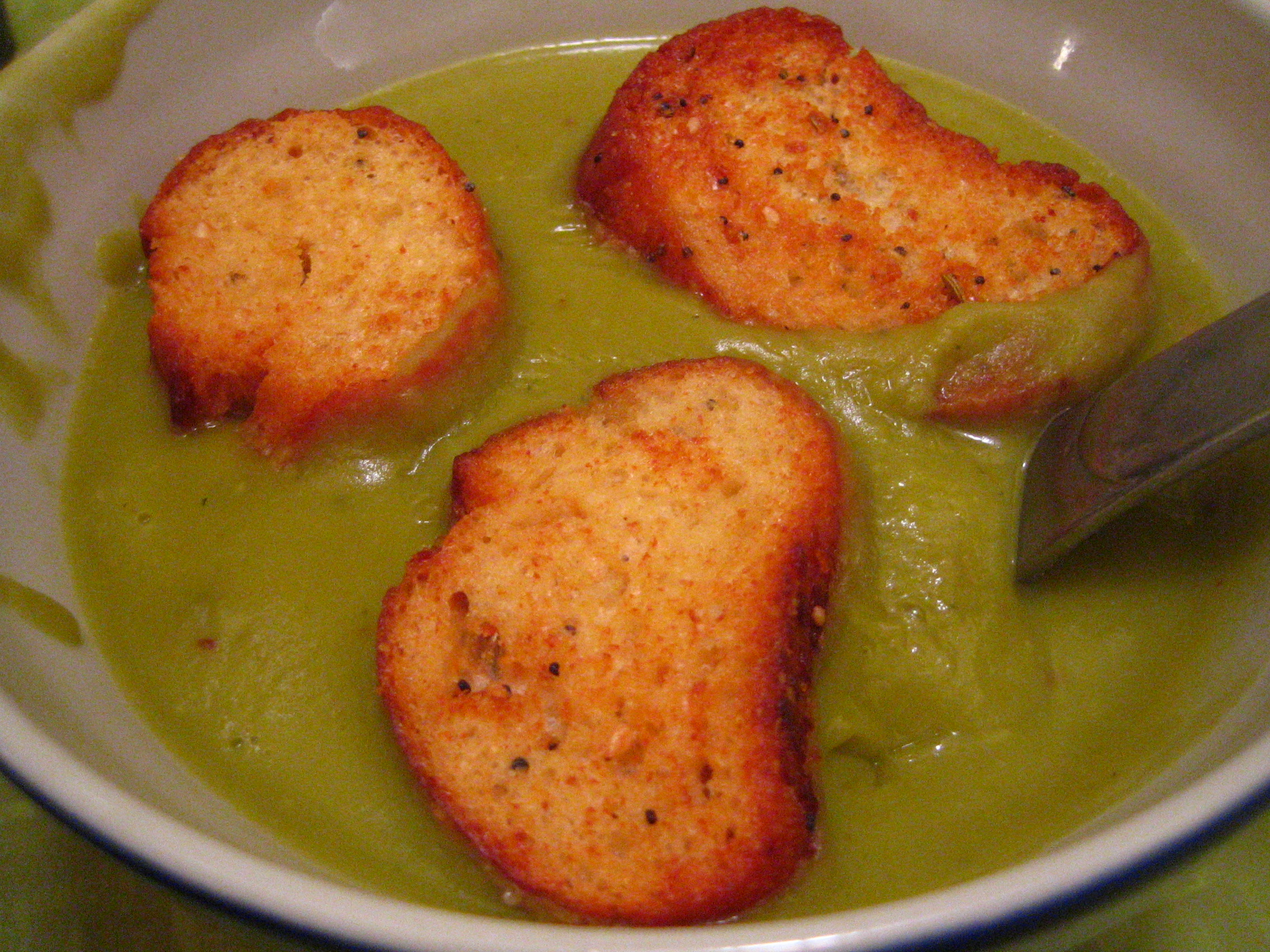
کروتون‌های بزرگ در سوپ.
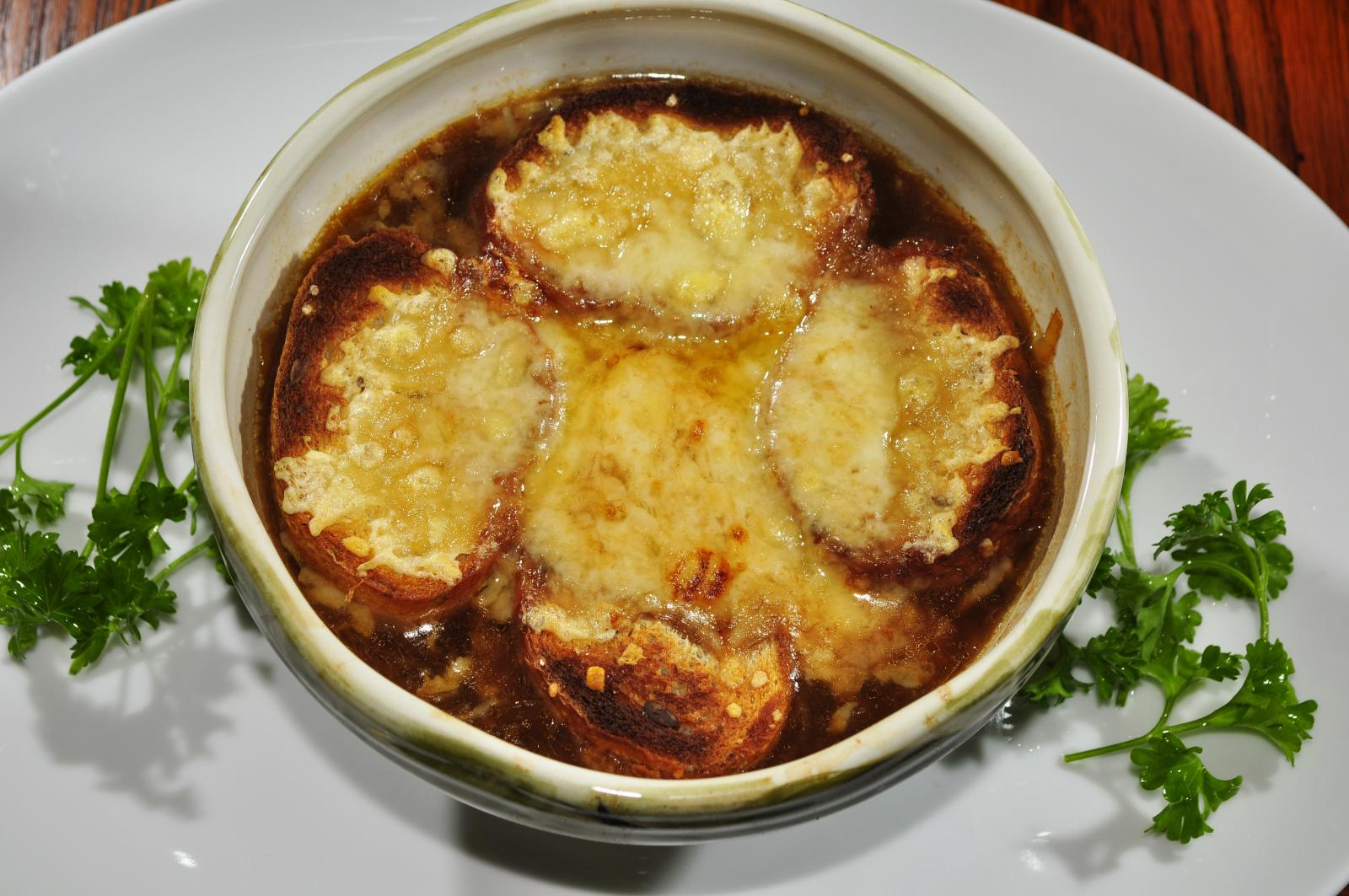
کروتون‌های پوشیده از پنیر در سوپ پیاز.